# GSVV Donitas
GSVV Donitas est un club néerlandais de volley-ball fondé en 1971 et basé à Groningue qui évolue pour la saison 2016-2017 en Topdivisie vrouwen.

## Effectifs

### Saison 2015-2016
| No                                       | Nom                                      | Date de naissance                        | Taille                         | Poids                          | Poste                          |
| ---------------------------------------- | ---------------------------------------- | ---------------------------------------- | ------------------------------ | ------------------------------ | ------------------------------ |
| 1                                        | Martine Stevelink                        | 24 mai 1993                              | 183                            |                                | Centrale                       |
| 2                                        | Siska Hoekstra                           | 11 décembre 1991                         | 181                            |                                | Réceptionneuse-attaquante      |
| 3                                        | Iris van der Veen                        | 29 avril 1994                            | 172                            |                                | Passeuse                       |
| 4                                        | Eva Hamhuis                              | 3 mai 1993                               | 174                            |                                | Réceptionneuse-attaquante      |
| 5                                        | Lynn Fortman                             | 5 octobre 1988                           | 175                            |                                | Attaquante                     |
| 6                                        | Fleur Savelkoel                          | 22 août 1995                             | 183                            |                                | Réceptionneuse-attaquante      |
| 7                                        | Anneke Ykema                             | 14 juillet 1992                          | 190                            |                                | Centrale                       |
| 8                                        | Annelien Alons                           | 25 octobre 1988                          | 193                            |                                | Centrale                       |
| 9                                        | Myrne Streunding                         | 18 juin 1996                             | 182                            |                                | Passeuse                       |
| 10                                       | Lobke Overtoom                           | 24 novembre 1996                         | 187                            |                                | Attaquante                     |
| 11                                       | Anoek Haan                               | 30 juin 1993                             | 172                            |                                | Libero                         |
| 12                                       | Fleur Hukema                             | 17 juin 1996                             | 172                            |                                | Libero                         |
|                                          |                                          |                                          |                                |                                |                                |
| Encadrement technique                    | Encadrement technique                    |                                          | Légende                        | Légende                        | Légende                        |
| Entraîneur : Arno van Solkema            | Entraîneur : Arno van Solkema            | Entraîneur : Arno van Solkema            | : Capitaine                    | : Capitaine                    | : Capitaine                    |
| Entraîneur(s) adjoint(s) : Willem de Wit | Entraîneur(s) adjoint(s) : Willem de Wit | Entraîneur(s) adjoint(s) : Willem de Wit | : Joueuse blessée actuellement | : Joueuse blessée actuellement | : Joueuse blessée actuellement |